# Noordelijke grijswangtrappist
De noordelijke grijswangtrappist (Nonnula frontalis) is een vogel uit de familie Bucconidae (baardkoekoeken).

## Verspreiding en leefgebied
Deze soort komt voor in Panama en Colombia en telt drie ondersoorten:
- N. f. stulta: van centraal Panama tot noordwestelijk Colombia.
- N. f. pallescens: Caribische laaglanden van noordelijk Colombia.
- N. f. frontalis: inlands noordelijk Colombia.

## Status
De grootte van de populatie is in 2019 geschat op 20.000-50.000 volwassen vogels. Op de Rode lijst van de IUCN heeft deze soort de status niet bedreigd.